# Placówka Straży Celnej „Nieboczowy”

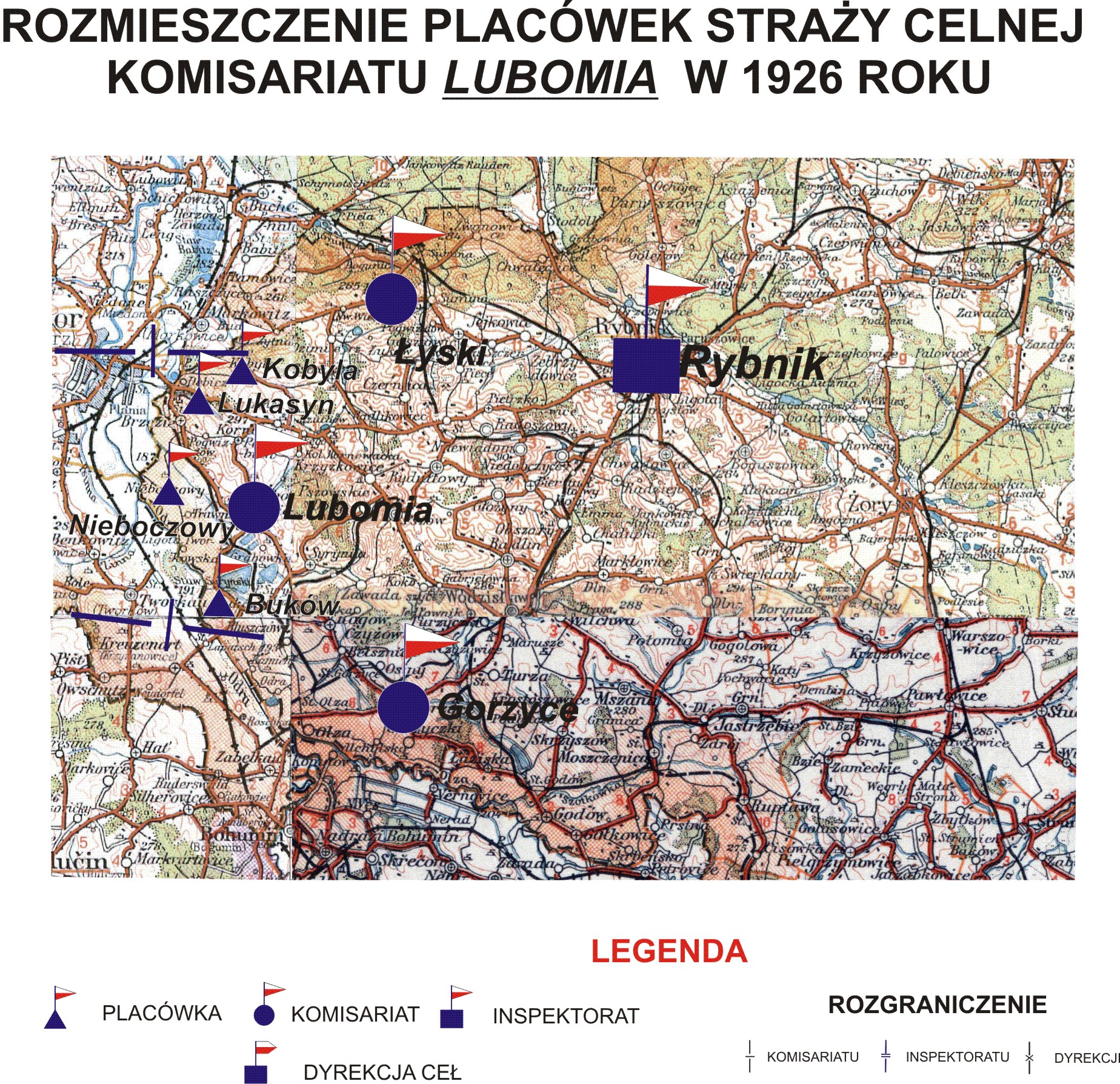
Rozmieszczenie placówek SC Komisariatu Lubomia w 1926

Placówka Straży Celnej „Nieboczowy” – jednostka organizacyjna Straży Celnej pełniąca w okresie międzywojennym służbę ochronną na granicy polsko-niemieckiej.

## Formowanie i zmiany organizacyjne
Na wniosek Ministerstwa Skarbu, uchwałą z 10 marca 1920 roku, powołano do życia Straż Celną. Od połowy 1921 roku jednostki Straży Celnej rozpoczęły przejmowanie odcinków granicy od pododdziałów Batalionów Celnych. Proces tworzenia Straży Celnej trwał do końca 1922 roku. 
Początek działalności Straży Celnej na Śląsku datuje się na dzień 15 czerwca 1922 roku. W tym dniu polscy strażnicy celni w zielonych mundurach i rogatywkach wkroczyli  na ziemia  przyznane Polsce. W nocy z 15 na 16 czerwca 1922 roku Straż Celna przejęła ochronę granicy polsko–niemieckiej na Śląsku. W ramach Inspektoratu Straży Celnej „Rybnik” zorganizowany został komisariat Straży Celnej „Lubomia”, a w jego składzie placówka Straży Celnej „Ligota Tworkowska”  z kierownikiem  strażnikiem Stanisławem Luleczką i „Nieboczowy” z kierownikiem dozorcą Stanisławem Gmulskim. Funkcjonariusze placówek spotykali się przy skrzynce służbowej mieszczącej się w korytarzu względnie w sieni budynku. Początkowo służbę pełniono bez broni. Dopiero w połowie lipca strażnicy uzbrojeni zostali w karabiny włoskie.
W marcu 1924 roku zlikwidowano placówkę Straży Celnej „Ligota Tworkowska”.
W 1926 roku placówki przeniosły swoje siedziby do wynajętych pomieszczeń. Placówka „Nieboczowy” funkcjonowała w budynku dworskim w Nowym Dworze.
W drugiej połowie 1927 roku przystąpiono do gruntownej reorganizacji Straży Celnej. W praktyce skutkowało to rozwiązaniem tej formacji granicznej. Ochronę północnej, zachodniej i południowej granicy państwa przejęła powołana z dniem 2 kwietnia 1928 roku Straż Graniczna.
W marcu 1928 roku placówka „Nieboczowy” przeniesiona została do Ligoty Tworkowskiej do domu p. Pytlika.
W kwietniu 1931 roku placówkę Straży Granicznej I linii „Ligota” przeniesiono do m. Nieboczowy.

## Funkcjonariusze placówki
Kierownicy placówki
| stopień          | imię i nazwisko, numer   | okres pełnienia służby | kolejne stanowisko |
| ---------------- | ------------------------ | ---------------------- | ------------------ |
| dozorca          | Stanisław Gmulski        | był w 1922             |                    |
| starszy strażnik | Stanisław Luleczka (571) | był w 1926             |                    |

Obsada personalna placówki w 1926:
- starszy strażnik Stanisław Luleczka (571)
- starszy strażnik Ludwik Ratajczak (836)
- starszy strażnik Edward Mżyk (614)
- strażnik Antoni Grzonka (268)
- strażnik Karol Barwicki (64)
- strażnik Karol Nagel (723)
- strażnik Jan Stawowski (372)
- strażnik Józef Zurman (1209)
- strażnik Bolesław Kamiński (111)